# Prix du Pontavice de Heussey
Prix du Pontavice de Heussey är ett montélopp för sex-tioåriga hingstar, valacker och ston som äger rum i februari på Hippodrome de Vincennes i Paris i Frankrike. Det är ett Grupp 3-lopp, man måste minst ha sprungit in 54 000 euro för att få starta.
Loppet rids över 2175 meter på stora banan på Vincennes, med voltstart. Den samlade prissumman är 90 000 euro, och 40 500 euro i första pris.

## Vinnare
| År   | Häst               | Efter             | Kusk                     | Tränare                 | Tid    |
| ---- | ------------------ | ----------------- | ------------------------ | ----------------------- | ------ |
| 2025 | I Can Dream        | Ubriaco           | Alexandre Abrivard       | Laurent-Claude Abrivard | 1'10"5 |
| 2024 | Édition Gema       | Prince Géde       | Guillaume Martin         | Marc Sassier            | 1'10"2 |
| 2023 | Chalimar de Guez   | Nahar de Beval    | Jean Yann Ricart         | Jean-Michel Bazire      | 1'10"5 |
| 2022 | Diamant de Tréabat | Kuadro Wild       | Clément Frecelle         | Pascal Monthule         | 1'10"4 |
| 2021 | Carly              | Rolling d'Héripré | Mathieu Mottier          | Thierry Duvaldestin     | 1'10"2 |
| 2020 | Boss du Meleuc     | Lucky Blue        | Alexandre Abrivard       | Yannick Alain Briand    | 1'11"1 |
| 2019 | Boss du Meleuc     | Lucky Blue        | Alexandre Abrivard       | Yannick Alain Briand    | 1'10"5 |
| 2018 | Vrai Voyou         | Gazouillis        | Adrien Lamy              | Pierre Emmanuel Mary    | 1'11"2 |
| 2017 | Valse de Reve      | Mister President  | Camille Levesque         | Alain Roussel           | 1'12"0 |
| 2016 | Tornade de Digeon  | Bellouet          | Éric Raffin              | Jean-Michel Bazire      | 1'11"8 |
| 2015 | Uppercut de Manche | Neutron du Cebe   | Damien Bonne             | Thierry Raffegeau       | 1'11"4 |
| 2014 | Utoky              | Cygnus d'Odyssee  | Franck Nivard            | Franck Leblanc          | 1'11"9 |
| 2013 | Tango Quick        | Hasting           | Franck Nivard            | Franck Leblanc          | 1'12"0 |
| 2012 | Paladin Bleu       | Jag de Bellouet   | Nathalie Henry           | Loic Thieulent          | 1'12"3 |
| 2011 | Quactus Leman      | Hibiscus du Rib   | Éric Raffin              | Franck Leblanc          | 1'11"5 |
| 2010 | Quemeu d'Ecublei   | Jet Fortuna       | Jonathan Carré           | Frederic Prat           | 1'11"5 |
| 2009 | Negre du Digeon    | Urfist des Pres   | Matthieu Abrivard        | Matthieu Abrivard       | 1'13"4 |
| 2008 | Negre du Digeon    | Urfist des Pres   | Matthieu Abrivard        | Loic Desire Abrivard    | 1'13"9 |
| 2007 | Lys Petteviniere   | Capriccio         | Matthieu Abrivard        | Valery Goetz            | 1'13"1 |
| 2006 | Joie du Tremblay   | Idéal du Gazeau   | Philippe Masschaele      | Pierrick Lecellier      | 1'14"4 |
| 2005 | King Prestige      | Big Prestige      | Sébatien Ernault         | Pierre Levesque         | 1'14"2 |
| 2004 | Kreuilly           | Bijou du Bignon   | Carole Plaire Delaunai   | Gerard Delaunai         | 1'16"2 |
| 2003 | Jomo du Rib        | Tarass Boulba     | Jean Loic Claude Dersoir | Joël Hallais            | 1'16"3 |
| 2002 | Fossein            | Tarass Boulba     | Philippe Bekaert         | Noël Busset             | 1'18"3 |